# 甄楷
甄 楷（しん かい、492年 - 537年）は、北魏から東魏にかけての官僚。字は徳方。本貫は中山郡毋極県。

## 経歴
甄琛の子として生まれた。北魏の永平年間、「高祖頌」12篇を宣武帝に献上した。蔭官により秘書郎に任じられた。515年（延昌4年）、宣武帝が死去してその葬儀を控えた時期に、甄楷は河南尹丞の張普恵らとともに酒を飲んでふざけていたため、免官された。519年（神亀2年）、任城王元澄が司徒となると、甄楷は元澄に召し出されて公曹参軍となった。しばらくして尚書儀曹郎に転じた。
525年（孝昌元年）、広陽王元淵が洛陽に召還されたとき、甄楷は郷里で喪に服していた。元淵が定州を出立するにあたって、甄楷は召し出されて長史を兼ね、定州を任された。526年（孝昌2年）、鮮于修礼や毛普賢らが北鎮の流民を率いて定州西北の左人城で反乱を起こした。鮮于修礼らは定州の州城に向かったが、州城の中には燕州・恒州・雲州から避難した人々がおり、甄楷はかれらが反乱に呼応することを恐れて、3州出身者のうち粗暴な者を収監して殺害させた。定州刺史の元固や大都督楊津らが州城にやってくると、甄楷は家に帰った。後に鮮于修礼らは甄楷が北方出身者を殺害したことを憎んで、その父の墓を暴き、棺をかついで城を巡り、報復の意を示した。
孝荘帝のとき、甄楷は洛陽に召還されて中書侍郎となった。530年（永安3年）、爾朱栄が殺害されると、甄楷は常山郡太守を代行した。孝武帝の初年、征東将軍・金紫光禄大夫の位を受けた。衛将軍・右光禄大夫に転じた。高澄に召し出されて儀同府諮議参軍となった。537年（天平4年）、甄楷は死去した。享年は46。驃騎将軍・秘書監・滄州刺史の位を追贈された。

## 伝記資料
- 『魏書』巻68 列伝第56
- 『北史』巻40 列伝第28